# 列宁斯基市镇
列宁斯基市镇（俄语：Ленинское муниципальное образование）是俄罗斯联邦伊尔库茨克州奎屯区所属的一个市镇。其下辖有个居民点，行政中心为伊格尼诺。据2016年统计，该市镇的人口为832人。